# Fernando Correia
Fernando Correia (ur. w 1880) – szermierz, szpadzista reprezentujący Portugalię, uczestnik igrzysk w Sztokholmie w 1912 roku oraz igrzysk w Antwerpii w 1920 roku, na których startował w turniejach indywidualnych. 

## Występy na igrzyskach
| Igrzyska | Konkurencja | Runda I         | Ćwierćfinał     | Półfinał        | Finał           | Finał           |
| Igrzyska | Konkurencja | Walki przegrane | Walki przegrane | Walki przegrane | Walki przegrane | Miejsce         |
| -------- | ----------- | --------------- | --------------- | --------------- | --------------- | --------------- |
| LIO 1912 | Szpada      | DQ              | → Nie awansował | → Nie awansował | → Nie awansował | → Nie awansował |
| LIO 1920 | Szpada      | 2 Q             | 4 Q             | 9               | → Nie awansował | → Nie awansował |